# Feria Nacional de la Pirotecnia
La Feria Internacional de la Pirotecnia, llevada a cabo en México, es un evento anual para promover la tradición del país en la producción y uso de cohetes. Comenzó como una celebración para honrar a Juan de Dios, el santo patrón de los fabricantes de cohetes en el municipio de Tultepec, Estado de México, productor de aproximadamente la mitad de la pirotecnia en México. El evento principal comenzó a celebrarse a mitad del siglo XIX y consiste en un desfile de estructuras con forma de toro cubiertas con cohetes, también llamadas "toritos". El festival nacional moderno comenzó en 1989 e incluye diversos eventos, entre ellos competencias de cohetes, pero el evento principal sigue siendo el desfile. En 2016 cerca de 300 "toritos" desfilaron por las calles de Tultepec.

## Eventos

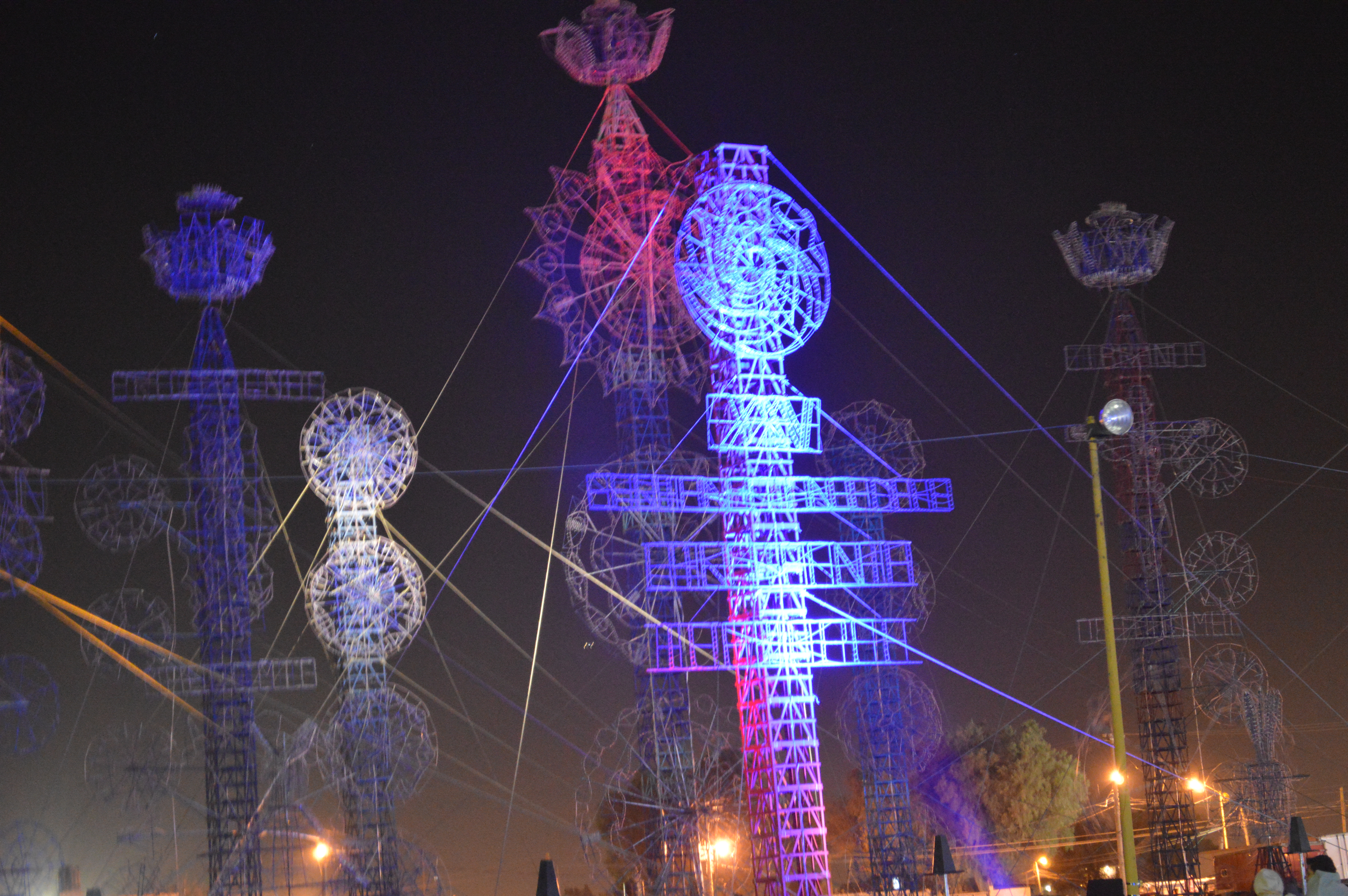
Castillos esperando ser encendidos para una competencia

El Festival Nacional de la Pirotecnia dura 9 días y atrae a más de 100,000 visitantes al municipio, generando ingresos entre 5 y 10 millones de pesos. A pesar de haber comenzado como un evento local, actualmente está abierto a fabricantes en todo México, atrayendo especialmente artesanos de San Pedro de la Laguna, San Mateo Tlalchichilpan y Almoloya de Juárez.
Hay tres eventos principales junto con juegos mecánicos, conciertos, bailes, lanzamiento de linternas volantes y comida regional. Estos eventos se dividen entre el centro de Tultepec y en la feria en el vecindario de San Antonio Xahuento.
El primero de los eventos es un concurso de castillos, que son estructuras hechas de madera, caña y papel con fuegos artificiales sujetos a estas. El objetivo de estas estructuras es crear figuras con los fuegos pirotécnicos y movimientos de la estructura. Los castillos hechos para este evento miden entre 25 y 30 metros y requieren cerca de 15 días para ser construidos. Cuando los prenden, su exhibición tarda entre 20 y 30 minutos.
El segundo evento es la "pamplonada" siendo el más antiguo y más importante de todos. Fue nombrado así por el Encierro, tradición taurina en Pamplona, España. Estos "toritos" también están formados por fuegos artificiales y estructuras hechas de madera, caña, papel mache (cartonería), alambre y pinturas de colores brillantes. Pueden medir desde 50 cm hasta más de 3 metros de altura y cuesta entre 400 y 20,000 pesos construirlos. Los toritos más grandes están hechos por grupos de 30 a 40 personas y pueden tener hasta 4,000 fuegos sobre ellos. Se les da un nombres como El Chico, Sagitario Toro Maya o Monstruo. En el evento del 2013, más de 250 toritos se registraron para participar. Los toritos desfilan el 8 de marzo en honor a Juan de Dios, el patrón de los fabricantes de fuegos artificiales. Los toritos pasan por las diversas calles de Tultepec, soltando sus fuegos artificiales durante 5 o 6 horas hasta llegar a la plaza principal del pueblo. Este evento involucra demostraciones que combinan fuegos artificiales con música.

## Historia

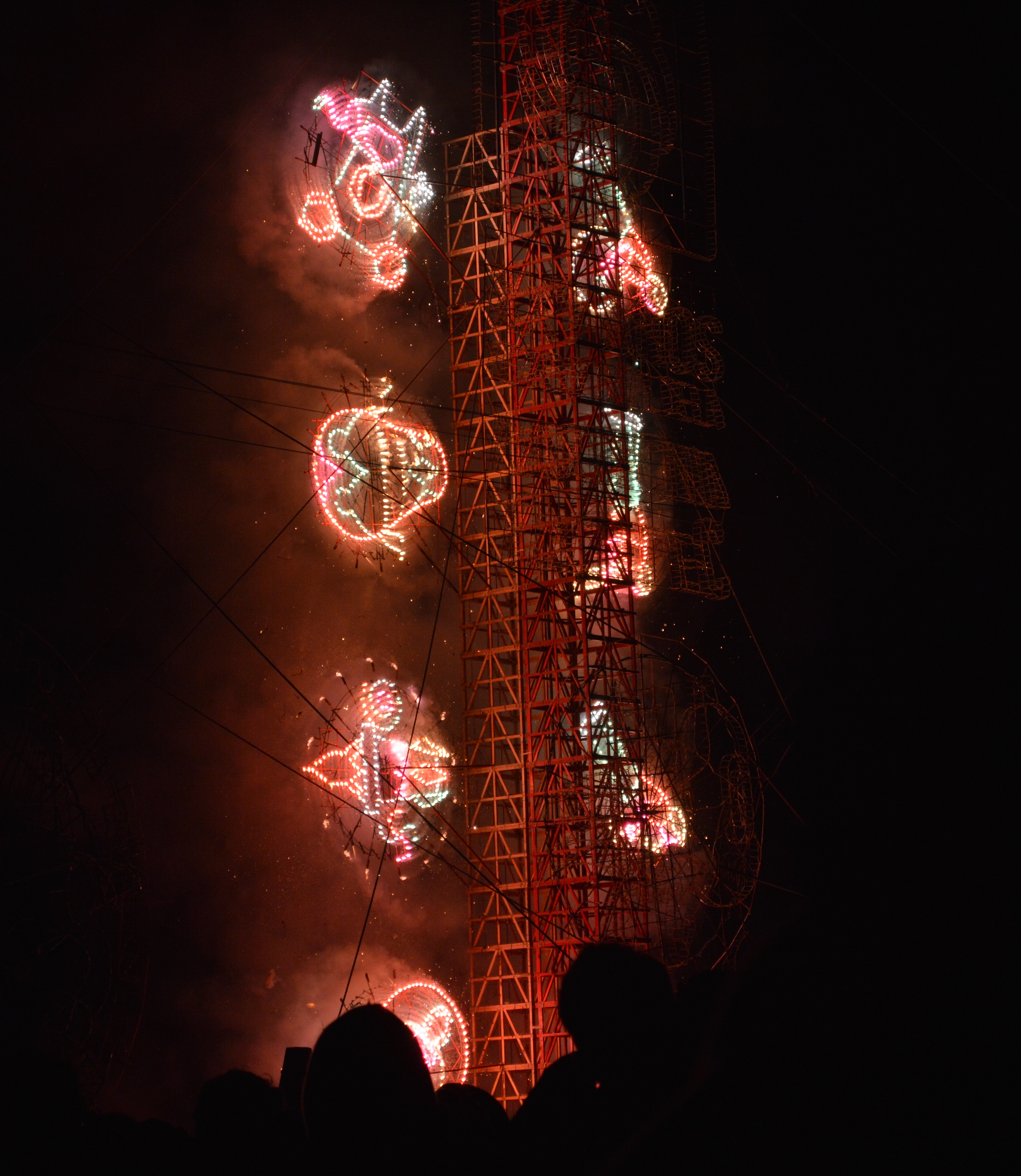
Imágenes formadas en un castillo de fuegos artificiales.

El antecedente del evento actual comenzó a mitad del siglo XIX, como un día de fiesta dedicado a Juan de Dios, celebrado el 8 de marzo. Esto fue comenzado por un gremio de artesanos. Desde entonces hasta la actualidad, la celebración ha consistido en el desfile de los toritos paseando por las calles del pueblo.
En 1988, un gran incendio en La Merced en la Ciudad de México, forzó a las autoridades a prohibir la producción y venta al mayoreo de pirotecnia en la ciudad. Esto significó un gran impacto económico para Tultepec por lo que en 1989 se organizó el festival para compensar, incrementando así las ventas y atrayendo turismo al municipio. Desde entonces, el festival ha crecido a nivel nacional con participantes de todas partes de la República Mexicana. El festival también sirve para reafirmar los lazos de comunidad entre los distintos vecindarios y para mantener las tradiciones e identidad a pesar de la industrialización.

## Tultepec
La fabricación de fuegos artificiales es parte fundamental de la identidad del municipio. En la época colonial, se producía pólvora ya que las materias primas requeridas estaban disponibles. La producción de fuegos artificiales comenzó hace cerca de 150 años. Alrededor del 60% de los 110,000 habitantes del municipio se encuentra involucrado de alguna manera en la producción, cerca de 2,000 directamente con la fabricación de los fuegos artificiales y el resto involucrado en la construcción de las estructuras, obtención de materias primas, distribución, entre otros. Los fuegos artificiales hechos aquí y en otras partes del estado de México como Almoloya de Juárez, Texcoco, Aculco y Zumpango, benefician a 40,000 familias directa o indirectamente. Solo Tultepec se acredita casi la mitad de la producción total de fuegos artificiales en México.
La mayoría de los fuegos artífices están hechos por familias completas trabajando en talleres, con cerca de 300 talleres oficiales registrados. Los fuegos artificiales han sido producidos por generaciones de artesanos, quienes lo consideran no solo como arte sino también como ciencia. La fabricación de estos se realizaba originalmente con caña, posteriormente con piel y finalmente con papel, técnica que se sigue utilizando en la actualidad. Los hijos de los artesanos reciben entrenamiento especializado e incluso reciben grados, lo cual le ha otorgado más respeto y calidad a la profesión. Sin embargo, hay competencia con los fuegos artificiales chinos que pueden llegar a ser hasta 30% más baratos.
- Wikimedia Commons alberga una categoría multimedia sobre Feria Nacional de la Pirotecnia.